# Horní Bečva
Horní Bečva é uma comuna checa localizada na região de Zlín, distrito de Vsetín.